# 유키 사오리
유키 사오리(일본어: 由紀 さおり, 1948년 11월 13일 ~ )는 일본의 배우이자 가수이다. 본명은 야스다 아키코(安田章子)이다. 군마현 기류시 출신으로 센조쿠 어린이 단기대학의 영문과를 졸업했다. 언니 야스다 사치코 역시 가수이다. 이 둘은 함께 '싱어 송 코미디언'(또는 싱잉 코미디언)을 자칭하며 함께 활동하고 있다.

## 경력
군마현 기류시에서 태어났지만 세 살 무렵부터 요코하마시에서 살았다. 소녀 시절부터 언니 사치코와 함께 본명으로 동요 가수로서 활동했다. 1965년 킹 레코드에서 〈히치하이크 아가씨〉라는 노래를 내며 가요로 분야를 확장하지만, 전혀 성공하지 못했으며 이후로 두드러지는 활동은 없었다.
1969년 도시바음악공업에서 "유키 사오리"라는 이름으로 데뷔 싱글을 다시 냈으며, 이 싱글의 이름은 〈새벽의 스캣〉이었다. 원래는 싱글로 발매하려는 곡은 아니었고, 라디오 프로그램의 삽입곡에 불과했지만 청취자들의 문의가 끊이질 않아 싱글 제작으로 발전한 것이다. 결과적으로 이 싱글은 대성공을 거둬, 150만 장의 판매고를 기록하며 밀리언 셀러가 되었다. 그해 연말에는 제20회 NHK 홍백가합전에 처음으로 출연했으며, 이 프로그램에 1978년까지 10년 연속으로 출연하게 된다. 이듬해인 1970년에 발표한 곡 〈편지〉 역시 6주 연속 1위를 기록하며 큰 성공을 거뒀으며, 제12회 일본레코드대상에서는 가창상까지 수여받았다. 이후로도 수많은 히트곡을 만들어냈으며, 1973년에 발표한 〈연문〉(→연애 편지)으로 제15회 일본레코드 대상에서 최우수가창상을 다시 수상했다.
버라이어티 프로그램에도 출연하며 연예인으로서의 활동폭을 넓혔는데, 특히 코미디에 재능을 보였으며, 가령 후지 TV에서 방영되던 《드리프 대폭소》(ドリフ大爆笑) 같은 경우에는 가장 많이 출연한 게스트가 되기도 했다. 이후로 멀티 엔터테이너로서 활동하며 1983년에 이르면 마츠다 유사쿠 주연의 《가족 게임》에서 시게유키의 어머니 역을 맡아 일본 아카데미상에서 우수여우조연상을 수상하며 재능을 인정받았다.
1985년부터 언니인 야스다 사치코와 함께 동요 콘서트를 시작해, 다시 가수로서의 활동에 전념하게 된다. 1986년부터 동요 음반을 발표하며 "동요 붐"을 일으켰으며, 당시 발표한 동요 음반으로 제28회 일본레코드대상에서 기획상을 수상하고, 1987년에는 동요로 제38회 NHK 홍백가합전에 출연하기까지 했다. (이후 홍백가합전에 총 23회 출연하였다.) 언니 사치코와 함께 불렀던 노래중에 특기할만한 곡은 애니메이션 《극장판 도라에몽: 진구의 태양왕전설》의 엔딩 테마곡으로 사용되었던 노래 〈이 별의 어디선가〉(この星のどこかで 코노호시노도코카데[*]) 등이 있다. 단 언니와 불렀던 노래는 동요에 국한되지는 않았으며, 가요, 클래식, 애니메이션 주제가 등 그 분야도 다양했다.